# Andrew Sachs
Andreas Siegfried "Andrew" Sachs (Berlín 7 d'abril de 1930 – Londres 23 de novembre de 2016) va ser un actor britànic d'origen alemany. Recordat especialment pel personatge de Manuel a la sèrie Hotel Fawlty pel qual va ser nominat a un Premi BAFTA, va tenir una extensa carrera en cinema i televisió.

## Filmografia
- The Night We Dropped a Clanger (1959)
- Nothing Barred (1961)
- Hitler: The Last Ten Days (1973)
- Frightmare (1974)
- Romance with a Double Bass (1974)
- Robin Hood Junior (1975)
- What's Up Nurse! (1977)
- Are You Being Served? (1977)
- Revenge of the Pink Panther (1978)
- History of the World, Part I (1981)
- Nowhere in Africa (2001)
- Coronation Street (2009)
- Run For Your Wife (2012)
- El quartet (2012)

## Llibres
- 2015, I Know Nothing! The Autobiography, The Robson Press, ISBN 978-1849-5490-04 (shortlisted for The Sheridan Morley Prize, 2015)[1]